# Каратовский сельсовет
Каратовский сельсовет — муниципальное образование в Туймазинском районе Башкортостана.
Административный центр — село Каратово.

## История
Согласно «Закону о границах, статусе и административных центрах муниципальных образований в Республике Башкортостан» имеет статус сельского поселения.

## Население
| 2002 | 2009  | 2010 | 2012 | 2013 | 2014 | 2015 |
| ---- | ----- | ---- | ---- | ---- | ---- | ---- |
| 1031 | ↘1021 | ↘995 | ↘975 | ↘934 | ↘915 | ↗917 |
| 2016 | 2017  | 2018 |      |      |      |      |
| ↗933 | ↗940  | ↘905 |      |      |      |      |

## Состав сельского поселения
| № | Населённый пункт | Тип населённого пункта       | Население |
| - | ---------------- | ---------------------------- | --------- |
| 1 | Каратово         | село, административный центр | ↘267      |
| 2 | Уязытамак        | село                         | ↗593      |
| 3 | Якшаево          | деревня                      | ↘85       |
| 4 | Кожай-Андреево   | село                         | ↗25       |
| 5 | Леонидовка       | село                         | ↘25       |